# Шиманович, Александр Кузьмич
Александр Кузьмич Шиманович (29 февраля 1944, Монголия) — советский футболист, нападающий, полузащитник.
Родился в Монголии в семье военного. Футболом начал заниматься в школе. Затем — на одесском стадионе «Спартак» у тренера Юзефа Клацмана. С 1962 года — в «Молдове» Кишинёв, в 1963—1964 годах в классе «А» провёл 53 игры, забил 4 гола. В 1964 году попал в СКА Одесса, но через месяц был переведён в ЦСКА, где в 1965—1967 годах провёл в чемпионате 42 матча, забил 6 голов. Затем играл в СКА Одесса (1967), «Черноморце» Одесса (1967—1971), «Таврии» Симферополь (1972), «Звезде» / команде г. Тирасполя / СКА Одесса (1972—1976).
Работал тренером в ДЮСШ СКА (Одесса). С 1980 года — преподаватель на кафедрах физкультуры. С 1997-го — в ОНЮА.